# 天主教科罗阿塔教区
天主教科羅阿塔教區（拉丁語：Dioecesis Coroatensis），是巴西一個天主教教區，位於馬拉尼昂州東北部，屬馬拉尼昂的聖路易斯總教區。
教區成立於1977年8月26日，2006年有教友401,134人，佔總人口80.0%。有十九個堂區、司鐸卅一人。現任教區主教為巴削·班代拉·科埃略。